# 荣河县署旧址
荣河县署旧址是一座近现代史迹及代表性建筑，位于山西省运城市万荣县荣河镇荣河村北街中部，保存有大堂、二堂、三堂，为运城市现存唯一一座民国时期县衙。
2017年11月21日，荣河县署旧址公布为第三批运城市文物保护单位，编号3-69。